# Polakker i Danmark
Polakker i Danmark er personer med bopæl i Danmark, der enten er indvandrere eller efterkommere af indvandrere med tilknytning til Polen. Pr. 1. januar 2020 var der 48.473 personer i Danmark med polsk herkomst som defineret af Danmarks Statistik, hvilket gør gruppen til den største vestlige indvandrergruppe i Danmark.